# Polycystinea
Polycystinea es un grupo de protistas que incluye a los radiolarios más comunes. Sus esqueletos están construido a partir de sólidos elementos de sílice opalino. En algunas especies toma la forma de espículas relativamente simples, mientras que en otras forma redes más elaboradas, tales como esferas concéntricas con espinas radiales o secuencias de compartimientos cónicos. Pueden ser solitarios o coloniales, alcanzando las colonias, en casos excepcionales, hasta tres metros de diámetro. El grupo incluye a la gran mayoría de los fósiles de radiolarios. Sus esqueletos abundan en los sedimentos marinos, haciéndolos uno de los grupos de microfósiles más comunes. Las policistinas son los radiolarios que más abundan en el registro fósil. En la actualidad se conocen unas 700-1000 especies vivas.

## Grupos
Las policistinas comprenden los siguientes grupos:
- Spumellaria. Pueden ser solitarios o coloniales. La cápsula central, que suele ser esférica, presenta pequeños poros circulares distribuidos uniformemente por la pared capsular. Algunos miembros carecen de esqueleto pero otros presentan un esqueleto con simetría radial, esto es, de forma esférica o derivada de esta, como espirales, discoidales, triaxónicos, cuadrangulares, etc. Es frecuente que el esqueleto esté formado por varias capas concéntricas, unidas por barras radiales.

- Nassellaria.  Son solitarios con una cápsula central ovalada y un poro de gran tamaño o varios pero concentrados en uno de los polos. El esqueleto, cuando presente, está constituido por varios segmentos alineados en tono a un eje (simetría axial), que se suelen denominar cabeza, tórax, abdomen y postabdomen.

- Collodaria. Incluye tanto formas solitarias como coloniales. Pueden carecer de esqueleto o bien, cuando presente, está compuesto por espículas simples o ramificadas dispersas dentro de la calima (ectoplasma extracapsular).

Géneros destacados:
- Spumellaria:  Actinomma,  Didymocyrtis, Euchitonia, Hexacontium, Hexalonche, Hexastylus, Octodendron, Plegmosphaera, Saturnalis, Spongaster, Spongosphaera.
- Nassellaria:  Artostrobus, Eucyrtidium, Lithomelissa, Pterocanium,  Pterocorys.
- Collodaria: Acrosphaera, Collosphaera, Collozoum, Sphaerozoum, Rhaphidozoum, Siphonsphaera, Thalassicolla.

## Galería
Ilustración de policistinas en la obra Kunstformen der Natur (Arte de la Naturaleza) de Ernst Haeckel, 1904 y de la expedición Challenger en los años 1873-1876.

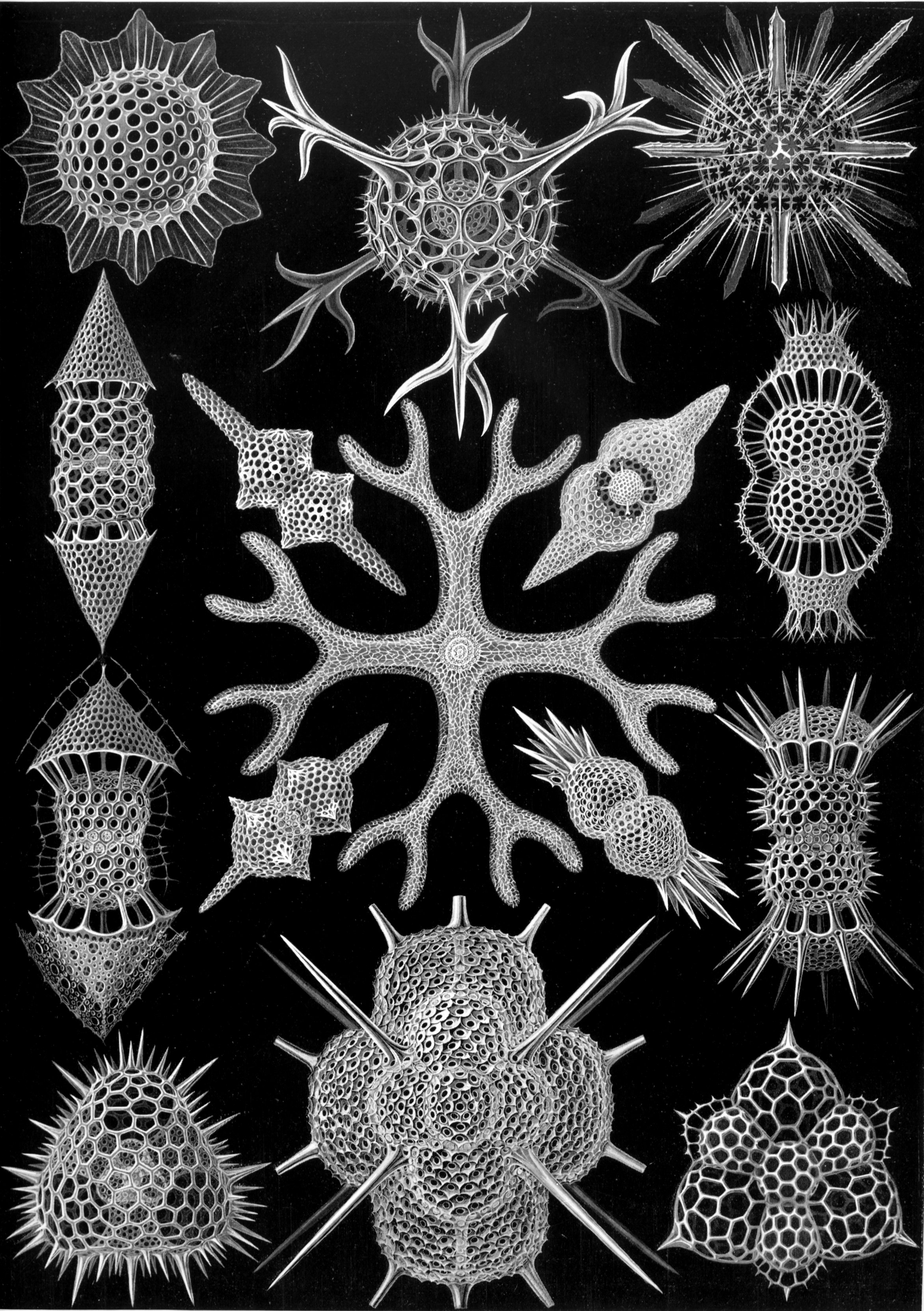
Spumellaria
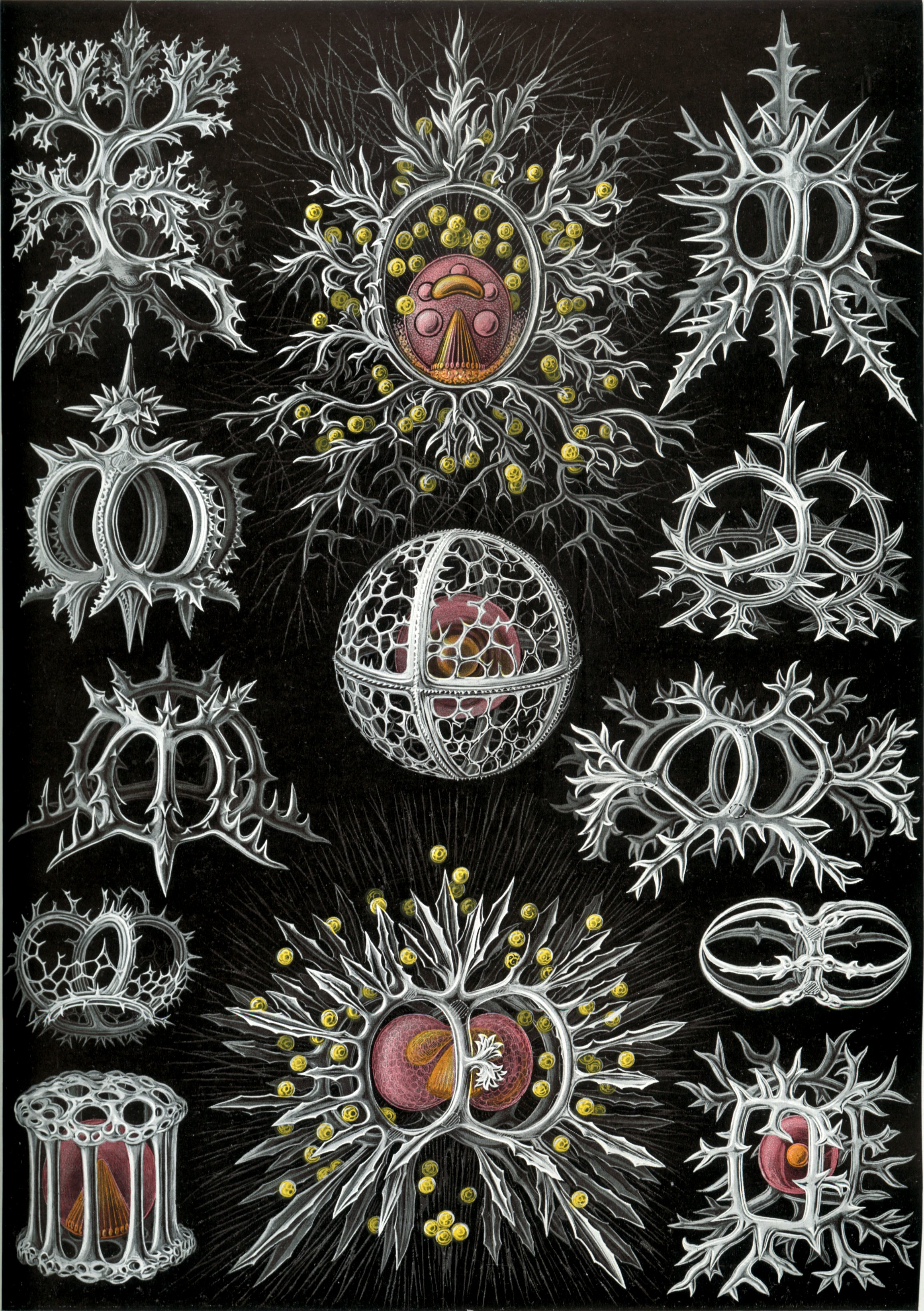
Nassellaria
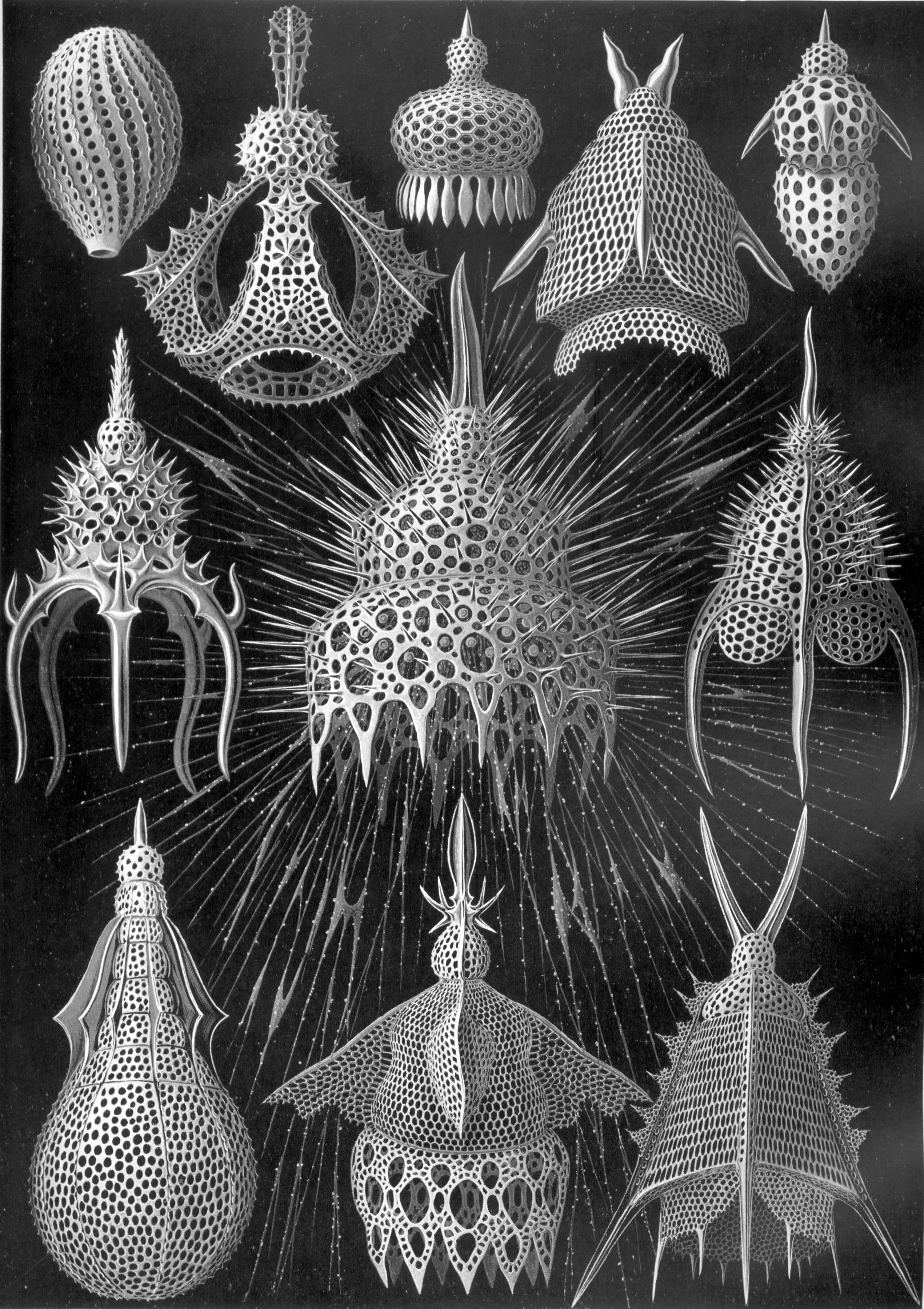
Nassellaria
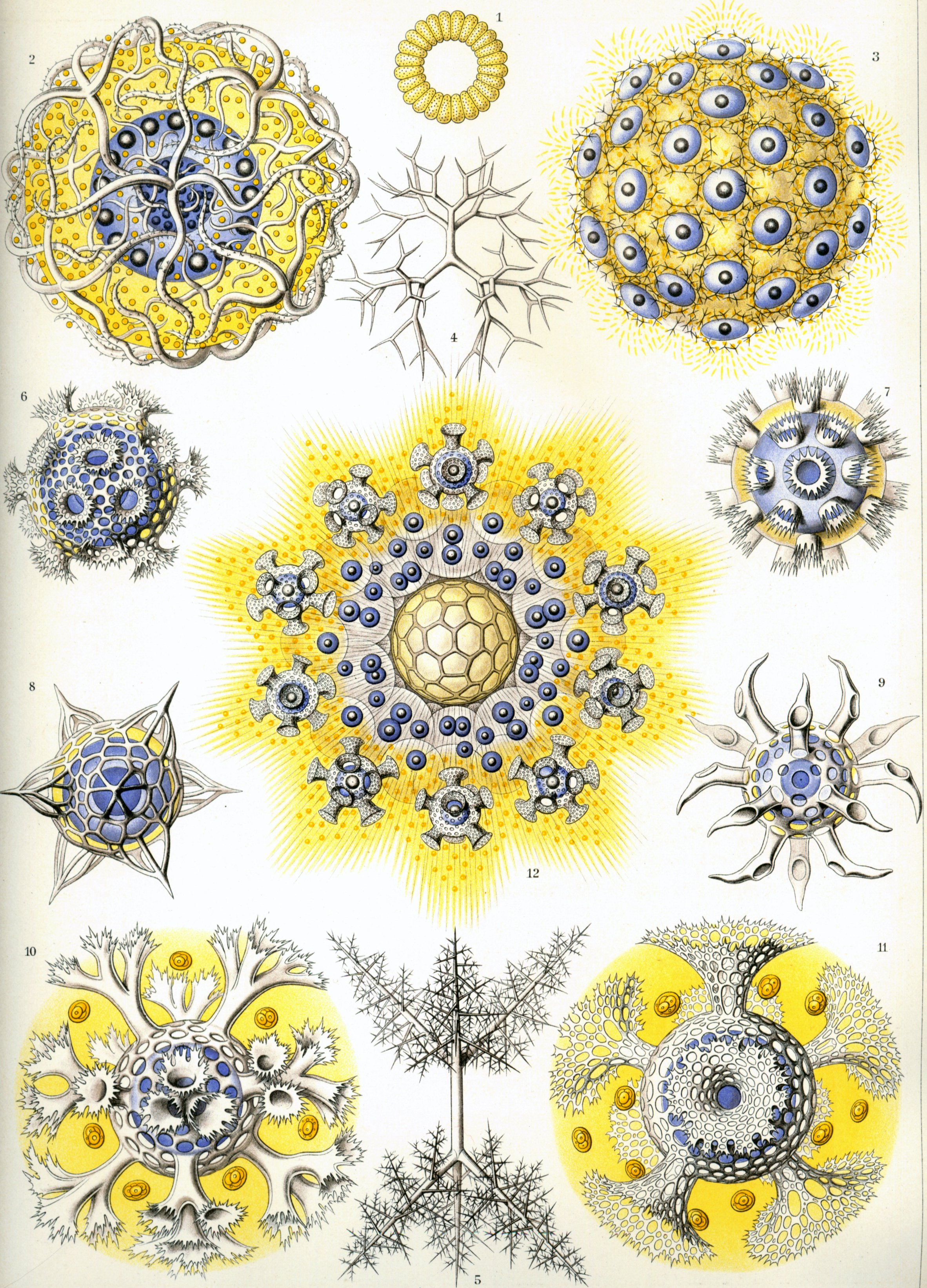
Collodaria
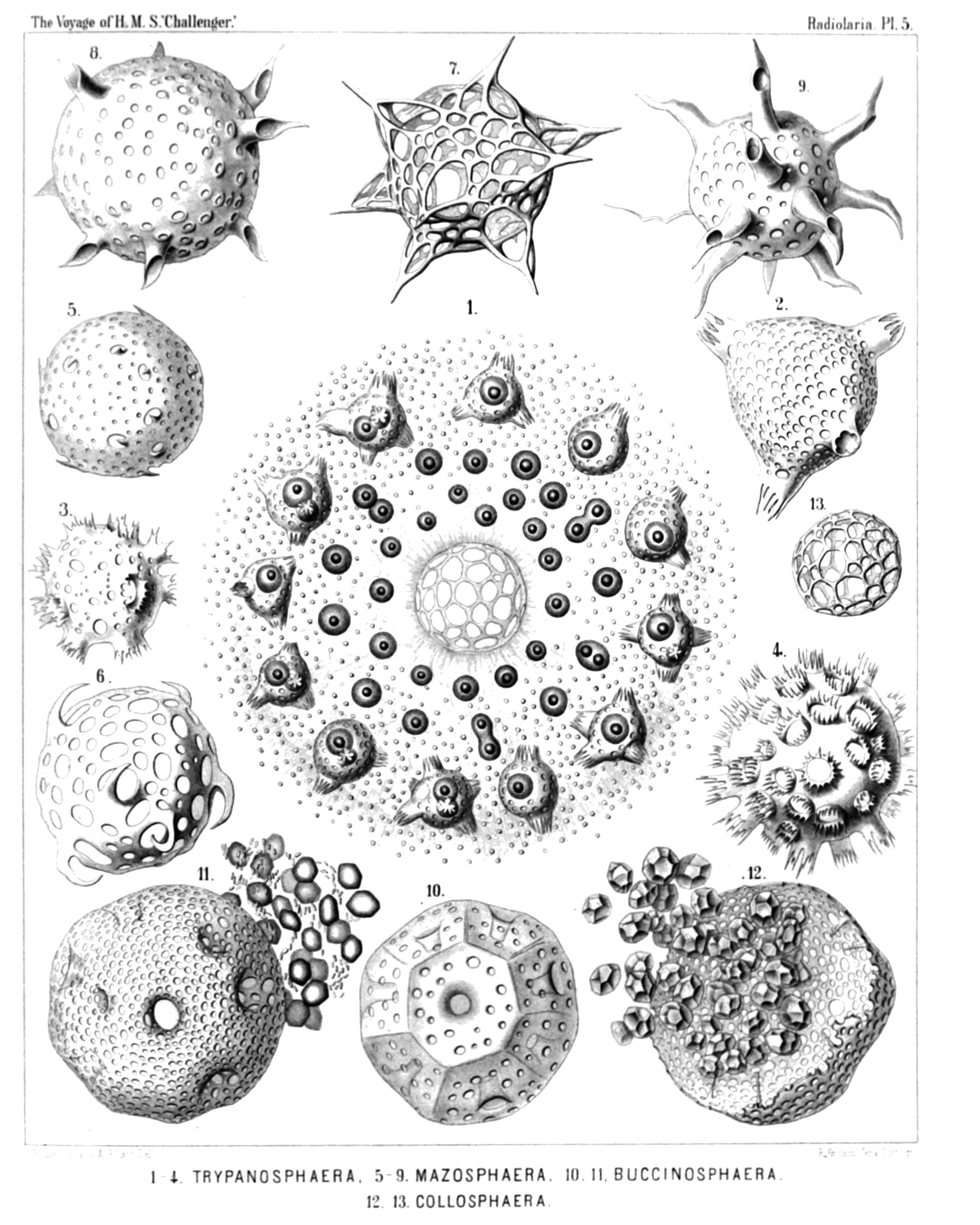
Collodaria